# غاري إينز
غاري إينز (بالإنجليزية: Gary Innes)‏ هو موسيقي ومغني بريطاني، ولد في 1980.

## وصلات خارجية
- غاري إينز على موقع ميوزك برينز (الإنجليزية)